# Trachyloma diversinerve
Trachyloma diversinerve är en bladmossart som beskrevs av Ernst Hampe 1881. Trachyloma diversinerve ingår i släktet Trachyloma och familjen Pterobryaceae. Inga underarter finns listade i Catalogue of Life.